# Communauté de communes Causse Ségala-Limargue
La communauté de communes Causse Ségala-Limargue est une ancienne communauté de communes française, située dans le département du Lot et la région Midi-Pyrénées.

## Histoire
Elle fusionne avec la Communauté de communes du Grand Figeac le 1er janvier 2014

## Composition
Elle regroupait 19 communes :
| Nom                       | Code Insee | Gentilé         | Superficie (km2) | Population (dernière pop. légale) | Densité (hab./km2) |
| ------------------------- | ---------- | --------------- | ---------------- | --------------------------------- | ------------------ |
| Lacapelle-Marival (siège) | 46143      | Marivalois      | 11,61            | 1 310 (2014)                      | 113                |
| Albiac                    | 46002      | Albiacois       | 3,83             | 86 (2014)                         | 22                 |
| Anglars                   | 46004      | Anglarsois      | 9,99             | 209 (2014)                        | 21                 |
| Aynac                     | 46012      | Aynacois        | 21,55            | 579 (2014)                        | 27                 |
| Le Bourg                  | 46034      | Borgeois        | 13,15            | 312 (2014)                        | 24                 |
| Le Bouyssou               | 46036      | Bouyssounais    | 5,62             | 140 (2014)                        | 25                 |
| Cardaillac                | 46057      | Cardaillacois   | 18,10            | 595 (2014)                        | 33                 |
| Espeyroux                 | 46096      | Espeyroussins   | 7,64             | 97 (2014)                         | 13                 |
| Issendolus                | 46132      | Issendolusois   | 18,91            | 508 (2014)                        | 27                 |
| Labathude                 | 46139      | Abathudois      | 10,05            | 212 (2014)                        | 21                 |
| Leyme                     | 46170      | Leymois         | 10,16            | 940 (2014)                        | 93                 |
| Molières                  | 46195      | Moliérois       | 12,77            | 376 (2014)                        | 29                 |
| Rudelle                   | 46242      | Rudellois       | 6,83             | 166 (2014)                        | 24                 |
| Rueyres                   | 46243      | Rueyros         | 9,31             | 208 (2014)                        | 22                 |
| Saint-Bressou             | 46249      | Bressois        | 10,03            | 120 (2014)                        | 12                 |
| Sainte-Colombe            | 46260      | Saint-Colombins | 11,35            | 201 (2014)                        | 18                 |
| Saint-Maurice-en-Quercy   | 46279      | Saint-Mauriçois | 13,00            | 228 (2014)                        | 18                 |
| Thémines                  | 46318      | Théminois       | 13,35            | 213 (2014)                        | 16                 |
| Théminettes               | 46319      | Théminettois    | 8,71             | 166 (2014)                        | 19                 |